# Bega Schoolgirls
Als Bega Schoolgirls wurde 1997 ein Kriminalfall aus Australien international bekannt, bei dem zwei 16-jährige Mädchen entführt, vergewaltigt und ermordet wurden.

## Tathergang
Die beiden 16-jährigen Mädchen Lauren Barry und Nicole Collins unternahmen einen Campingausflug an einem abgelegenen Ort und machten in der Nacht einen Spaziergang, bei dem sie zufällig auf ihre Entführer stießen.
Sie wurden über mehrere Tage festgehalten und während dieser Zeit mehrmals brutal vergewaltigt. Schließlich wurden sie gefesselt und mit einem Messer erstochen.

## Berichterstattung
Auch in Europa und Amerika wurde über mehrere Wochen über den Fall berichtet. An der Trauerfeier und Bestattung der Mädchen im Ort Bega nahmen mehrere Tausend Menschen teil.
Der Vater eines der Opfer, Garrett Barry, kritisierte, dass bei den Fernsehinterviews die Emotionen der Angehörigen ausgeschlachtet worden seien und ihr Aufruf, die vermissten Mädchen zu suchen, dadurch in den Hintergrund gedrängt worden sei.

## Verurteilung der Täter
Die Täter wurden 1998 und 1999 jeweils zu Gefängnisstrafen über mehrere Jahrzehnte verurteilt, ohne Möglichkeit zur vorzeitigen Entlassung. Einer der Täter, Leslie Camilleri, wurde 2012 wegen des Mordes an einem 13-jährigen Mädchen, Prudence Bird, im Jahr 1992 angeklagt und hat das Verbrechen zugegeben.